# Palpares angustus
Palpares angustus is een insect uit de familie van de mierenleeuwen (Myrmeleontidae), die tot de orde netvleugeligen (Neuroptera) behoort. 
Palpares angustus is voor het eerst wetenschappelijk beschreven door McLachlan in 1898.